# 保全生態学
保全生態学（ほぜんせいたいがく、英語: conservation ecology）または保全生物学（ほぜんせいぶつがく、英語: Conservation Biology）とは生態学の応用的な研究分野の一つ。「生物多様性の保全」と「健全な生態系の維持」を目標に自然科学としての生態学に留まらず、社会科学をも研究領域に含み、その研究対象、手段、実践の方策などは非常な広範囲に及ぶ。

## 概要
世界中の生態系の急速な減少から、保全生物学はよく「締め切りのある分野」と呼ばれる。

個体群の分散、渡り、群統計、有効個体数、近交弱勢や最小存続可能個体数などの研究において、保全生物学は生態学と密接な関係にある。
 
保全生物学は、生物多様性の維持、損失、修復に影響を与える事象と遺伝、個体群、種を脅かす進化の過程を持続している科学を懸念している。

 
この懸念は、今後50年の間に最大50％の現存する種が消え
、これにより、地球上の進化の過程がリセットされるという推測に起因する。

保全生物学者たちは、生物多様性の減少、種の絶滅の課程や傾向と、それらが持つ人間社会の維持への負の影響について研究、教育する。保全生物学者たちは、政府や大学、NPOや産業界で働く。あらゆる角度から見た地球とその社会への関わりを研究、観察、記録するために資金提供を受けている。生物学と社会科学の連携による学際的な分野であるため、題材は多岐に及ぶ。

## 歴史
英語の「Conservation Biology」は1978年にアメリカ、カリフォルニア州、ラ・ホイヤにあるカリフォルニア大学サンディエゴ校で、生物学者ブルース・A・ウィルコックス(Bruce A. Wilcox)とマイケル・E・ソウル(en:Michael E. Soulé)によって開かれた、学会の名称として用いられた。この保全生態学会は、科学者間の熱帯雨林の森林破壊や、種の減少、種内における遺伝子の多様性の減少への懸念を背景に立ち上げられた
。この学会と後の論文集は、当時、生態学と群集生物学における理論と、保全策や保全の実態との間にあった溝への、橋渡しとなるよう努められた。
学会の構成そのものも、遺伝学と生態学の橋渡しに貢献した。ソウルは進化遺伝学者で、当時、麦の遺伝学者Sir Otto Frankelと共に、保全遺伝子学を新分野として発展させていた。 ウィルコックスに学会の必要性を示唆したJared Diamondは、島の生物地理学理論と群集生態学の自然保護への応用に関心を持っていた。ウィルコックスとラブジョイ（en:Thomas Lovejoy）は、1977年6月にラブジョイが世界自然保護基金からの援助資金を確保した時に、この学会を計画し始め、二人とも遺伝学と生態学の両方が提示されるべきだと感じていた。ウィルコックスは、広い意味での生物科学の保全への応用を表すため、『保全生物学』という新しい用語を使うことを提案した。
次いで、ソウルとウィルコックスは、自分達が主催した1978年9月6日から9日に「第１回国際保全生物学会」の要項に、「この学会の目的は、方法論や見識を主に個体群生態学、群集生態学、社会生物学、個体群遺伝学と繁殖生態学から得る学際的な『保全生物学』という新しい学問領域の発達を促進し、育成する事である」と記した。学会でのこれらの包括は動物の繁殖と関連付けられ、動物園や収容された動物の飼育に携わる機関からの参加と支持を得た。保全生態学と生物多様性は共に発展し、現在の保全科学と保全制度の確立に貢献した。

## 概念と基盤
一般的に保全生態学と保全生物学は同義とされるが、それとは別に、厳密には保全生態学と保全生物学は異なり、保全生態学が「生態系」を対象としているのに対し、保全生物学の基盤は遺伝学と進化学であり、「種」及び「遺伝子」を対象にしているという見方もある。また、保全生態学において科学者が保全の研究を行う対象は、平衡に達した安定した生態系（クライマックス）についてではなく、常に変動する生態系のメカニズムがヒトの社会的活動によって絶たれることを防ぐ手立てについてであり、この点で保全生態学は保全生物学に比べ、より社会科学的な学問領域を含んでいるとも言える。

### 絶滅率の計測
絶滅率は様々な方法で計測される。保全生物学者たちは、推定を取るために、化石記録

や生息域の減少率、生息域の減少率と占有率の関数としての他の変数（例:生物多様性減少など）
 
の統計を取り、応用する。
 
恐らく、島嶼生物学
 
は、種の絶滅する速度の計測法と過程の科学的な理解を深める上で最も貢献した理論である。
現在のバックグラウンドレベルの絶滅速度は数年毎に一種と考えられている。

地球上の種のほとんどが未だ特定または調査されていないことが、現在進行中の種の減少を計ることを、より複雑にしている。
実際に存在する種の数（推定数は3,600,000 - 111,700,000
 
）と学名がつけられた種の数（推定数は1,500,000 - 8,000,000）の比により、推測値は大きく左右される。
存在の証明以上の研究をされた種は、これまでに特定された種の1%でしかない。 
このことから、IUCNは、特定された種のうち、脊椎動物の23%、無脊椎動物の5%と植物の70%が絶滅危惧種だと報告している。

### 組織的な保全計画
組織的な保全計画は、最も重要な生物多様性値を把握、維持し、地域の生態系をサポートするため地域社会と共に取り組むために、効率的で有効な保護区のデザインを見極めるのに有効な方法である。
計画を立てる上で、下記の6つのステージが特定されている。

```
# 対象地域の生物多様性についてのデータを集める。
# 対象地域の保全目標を見極める。
# 現存する保全区域を見直す。
# 追加すべき保全区域を選択する。
# 保全区域に必要とされる状態を維持する。
```

## 保全生態学用語
保全生態学の用語には次のようなものがある。
- キーストーン種

生態系全体に影響を与える種、全ての種が等しく等価値であっても、現実問題としての優先順位が高い、キーストーン（礎石）になる種。保全の目標を定める点において役に立つ考え方。キーストーン種の項目も参照。
- アンブレラ種

単一の生物種は、複数の様々な動植物によって支えられている。逆に言えばその生物を護る事が、それを支える動植物や環境を護る事に繋がるという考え方。単一の種が複数の種を覆う点においてアンブレラ（傘）のような種。アンブレラ種の項目も参照。
- フラッグシップ種

フラッグシップ、つまり旗手のような種。生態学的な意味よりもジャイアントパンダのように一般的な人気の高い種を指す。そういった種の高い人気を利用する事で莫大な資金を集める事が可能になる、保全活動を現実に行う為の考え方。象徴種ともいわれている。保護活動のための言葉とも言える。
- コリドー（回廊）

緑の回廊とも呼ぶ。細長い森林を指す言葉でもある。狭い森林がまばらに存在するよりもひとつの広い森林の方が野生動物の保全には有効に機能する。破壊された森林全てを元に戻すには現実的に難しいので、小さな森林を繋げば、辛うじて動物の行動範囲を広げる事が可能になる。